# Goniothalamus peduncularis
Goniothalamus peduncularis este o specie de plante din genul Goniothalamus, familia Annonaceae, descrisă de George King și David Prain. Conform Catalogue of Life specia Goniothalamus peduncularis nu are subspecii cunoscute.